# Andrejs Žagars
Andrejs Žagars (Csernogorszk, 1958. október 16. – Riga, 2019. február 26.) lett színész, rendező.

## Életútja
1958. október 16-án a hakaszföldi Csernogorszkban született. Szülei kitelepített lettek voltak. A család Lettországba való visszatérése után Cēsisben élt. 1982-ben a Dailes Színház 7. stúdiójában és a Lett Állami Konzervatóriumban végzett drámai és filmszínész szakon. 1994-ig a Dailes Színház tagja volt. A szovjet időkben számos orosz, lett és észt nyelvű filmben szerepelt.
Lettország függetlenné válása után üzleti vállalkozásba is kezdett. Rigában több kávézót nyitott többek között az Osiris és a Deco bárokat. 1996 és 2013 között a Lett Nemzeti Operaház igazgatója volt.
2002-ben a Dalhallai Operafesztiválon Richard Wagner A bolygó hollandi operájával debütált mint rendező. Ezt követően Lettországban és külföldön is számos operát rendezett. 2010-ben a Magyar Állami Operaházban Wagner A rózsalovag operáját vitte színre. 2015-ben a Dailes Színházba tért vissza rendezőként.

## Filmjei
- Akmeņainais ceļš (1983, lett)
- Матч состоится в любую погоду (1985)
- Kaks paari ja üksindus (1985, észt)
- Dubultnieks (1986, lett)
- Meža gulbji (1987, észt)
- Следопыт (1987)
- Жизнь Клима Самгина (1988, tv-sorozat)
- Похищение чародея (1989)
- Оружие Зевса (1991, tv-film)
- Удачи вам, господа! (1992)
- Гелли и Нок (1995)
- Зрадник (2017, ukrán)
- Homo Novus (2018, lett)